# میشل جنکه
میشل جِنِکه (انگلیسی: Michelle Jenneke تلفظ:/məˈʃɛl ˈdʒɛnəkə/؛ زادهٔ ۲۳ ژوئن ۱۹۹۳) دوندهٔ دوی با مانع و مدل اهل استرالیا است. او دارندهٔ مدال نقرهٔ المپیک جوانان ۲۰۱۰ سیدنی در رشتهٔ دو ۱۰۰ متر بامانع و از شرکت‌کنندگان المپیک ۲۰۱۶ ریو است.